# Marchés tropicaux et méditerranéens
Marchés tropicaux et méditerranéens est un média économique panafricain fondé par René Moreux en 1945. 
Initialement hebdomadaire, il a été de 2010 à 2012 un journal bi-média, revue mensuelle et site web d'information en continu, jusqu'à liquidation judiciaire de la société éditrice, 3A Editions, en septembre 2012. Fondée avant les indépendances sous l'appellation Marchés coloniaux, puis renommée Marchés tropicaux en 1958, la revue aura accompagné pendant soixante-sept ans les acteurs économiques du continent africain.

## Ligne éditoriale
Revue économique entièrement consacrée à l'Afrique, MTM accompagne le continent africain et ses acteurs économiques depuis 1945. Depuis l'origine, MTM couvre les questions de développement, financières, monétaires, industrielles, agricoles, et s’est progressivement imposé comme une enceinte d'expertise sur le monde en développement. Les matières premières y occupent une large place, avec notamment une compilation des cours des matières premières, qui constitue encore aujourd'hui une source d'information unique.
Marchés tropicaux et méditerranéens propose à la fois une veille sur l’activité économique (investissements, fusions-acquisitions, climat des affaires), des dossiers sectoriels (enjeux et évolution d’un secteur d’activité) et des dossiers pays (macroéconomie, climat des affaires, et analyse des enjeux secteur par secteur dans un pays donné).

## Histoire

### Origines
Fondée par René Moreux sous l'appellation Marchés coloniaux, puis renommée Marchés tropicaux du monde en 1958, la revue est rapidement devenue une lecture de référence pour l'ensemble de l'élite euro-africaine. À partir de la fin des années 1950, la revue a ouvert ses colonnes aux premiers hommes politiques des pays nouvellement indépendants (chefs d’État, ministres). Elle a depuis recentré son contenu sur son rôle d’outil décisionnel pour les décideurs économiques, du public comme du privé.
Bénédicte Chatel (fondatrice de CommodAfrica) a été la rédactrice en chef de l’hebdomadaire Marchés Tropicaux et Méditerranéens, responsable matières premières jusqu’en mai 2006. Elle a travaillé jusqu'en 2006 avec la journaliste Anne Guillaume-Gentil et le journaliste Frédéric Lejeal, qui a intégré le titre en 1995. Ce dernier deviendra à partir de 2009, le nouveau rédacteur en chef de La Lettre du Continent.

### Nouvelle formule
En mai 2003, le quotidien français Libération présente la revue comme « bible des investisseurs francophones sur le continent » ; pour son numéro 3000, elle publie des articles signés par une cinquantaine d'experts français et africains dont deux spécialistes des affaires africaines au Parti socialiste et à l'UMP, illustrant les positions des deux grands partis français sur les relations entre la France et l'Afrique. Cependant, après deux rachats successifs dans les années 2000, le titre a périclité avant d’être racheté en août 2008 auprès du tribunal de commerce par la société 3A Éditions. Fondée par trois anciennes journalistes de la rédaction de Marchés tropicaux et méditerranéens, 3A Éditions a conservé la ligne éditoriale d’origine tout en ajoutant de nouvelles rubriques liées aux nouveaux enjeux (développement durable/éco-industrie et relations commerciales de l’Afrique hors Europe). Sur la forme, la revue papier est devenue mensuelle et se voit doublée d’un site web quotidien (accessible en mobilité). Un blog est également ouvert aux contributions extérieures afin de permettre aux connaisseurs du monde des affaires en Afrique de débattre des perspectives économiques du continent africain.
En 2012, certains de ses derniers articles sont repris par Slate Afrique, et l'un d'eux est cité en référence dans un rapport du Sénat français.